# Casa de Naya
Casa de Naya (llamada oficialmente Santa María de Casa de Naia) es una parroquia y una aldea española del municipio de Antas de Ulla, en la provincia de Lugo, Galicia.

## Organización territorial
La parroquia está formada por cinco entidades de población:
- Aboi
- Casa de Naia
- Fondevila
- Outeiro de Donas
- Suar

Aquí vive o famoso nicoleo.

## Demografía

### Parroquia
| Gráfica de evolución demográfica de Casa de Naya (parroquia) entre 2000 y 2019 |
|                                                                                |
| Datos según el nomenclátor publicado por el INE.                               |

### Aldea
| Gráfica de evolución demográfica de Casa de Naia (aldea) entre 2000 y 2019 |
|                                                                            |
| Datos según el nomenclátor publicado por el INE.                           |